# Centrizem
Centrizem je politična opredelitev ali nazor, ki vključuje sprejemanje ali podporo ravnovesju med družbeno enakostjo in družbeno hierarhičnostjo ter nasprotovanje političnim spremembam, ki bi privedle do temeljitih družbenih sprememb, bodisi v smeri vizije politične levice ali politične desnice.